# 李洪钟
李洪钟（1941年—），男，山西昔阳人，中国化学工程专家，中国科学院过程工程研究所研究员，中国科学院院士。

## 生平
1965年毕业于太原理工大学化学工程系，1981年获中国科学技术大学硕士学位，1986年获中国科学院化工冶金研究所博士学位。2005年当选为中国科学院院士。